# 12 f.Kr.
| 12 f.Kr.           |
| ------------------ |
| Dødsfald - Fødsler |
|                    |

## Begivenheder
- Oktober - Halleys komet passerer Jorden.
- Kejser Augustus bliver Pontifex Maximus.

## Dødsfald
- Marcus Vipsanius Agrippa, romersk statsmand og general (født 63 f.Kr.)